# Отруєння чадним газом
Гострі випадкові отруєння окисом вуглецю (чадним газом, світильним газом) можуть відбуватися як на промислових підприємствах, так і в побуті.
Чадний газ не має кольору та запаху. Він виділяється під час неповного згорання палива в умовах нестачі кисню.
Окис вуглецю зв'язується з гемоглобіном у 200—300 разів швидше ніж кисень, тому навіть невеликої кількості цього газу в атмосфері достатньо для того, щоб викликати важке отруєння. Концентрація його у повітрі, що перевищує 0,1 %, призводить до смерті упродовж однієї години перебування в отруйній атмосфері.
У легких випадках отруєння проявляються запамороченням, головним болем; відзначаються шум у вухах, задишка, серцебиття, мерехтіння перед очима, почервоніння обличчя, загальна слабкість, сльозотеча, біль за грудниною, нудота, іноді блювання;
У тяжких випадках — судоми, втрата свідомості, кома.

## Невідкладна допомога
1. Винести постраждалого з отруйної атмосфери. Зв'язування чадного газу з гемоглобіном зворотне. Тому при отруєнні легкого ступеня достатньо застосувати гіпервентиляцію киснем.
2. У перші хвилини потерпілому потрібно ввести внутрішньом'язово розчин антидоту «Ацізол». Подальше лікування в стаціонарі.
3. Штучна вентиляція легень
4. Лобелін (0,5 мл 1 % розчину під шкіру), кофеїн
5. Цитохром c (0,25 % 4-8 мл в/м, або на 200 мл ізотонічного розчину в/в)